# Frohe Weihnachten – Jetzt erst recht
Frohe Weihnachten – Jetzt erst recht (Originaltitel: A Christmas Wish) ist ein US-amerikanisches romantisches Drama von Craig Clyde aus dem Jahr 2011. Die Hauptrolle ist mit Kristy Swanson als Martha Evans besetzt.

## Handlung
Martha Evans wird von ihrem Mann Cal kurz vor Weihnachten verlassen. Er plündert ihre gemeinsamen Konten und lässt sie ohne einen Wohnort mit ihrem Stiefsohn sowie ihren zwei Töchtern zurück. Martha fährt mit ihrem alten Cadillac und den Kindern von Ort zu Ort, auf der Suche nach einem Job sowie einer Unterkunft. In einem kleinen Vorort findet sie schließlich ein bezahlbares Motelzimmer, was sie sich mit ihren Kindern teilt. Es gelingt ihr zudem, einen Job als Kellnerin im nahegelegenen Diner zu finden.
Doch Martha stellt fest, dass sie neben dem Geld auch noch andere Sorgen hat. Ihre jüngste Tochter Lilee benötigt einen Babysitter, da sie im Motelzimmer ein riesiges Chaos angerichtet hat. Kurz darauf kann sie Jeanie als Babysitterin engagieren, worüber sich auch die Kinder freuen. Marthas Stiefsohn Miles wird in der neuen Schule aufgrund seines Aussehens sowie der Tatsache, dass er stottert, gemobbt. Das geht sogar so weit, dass er eines Tages mit Hämatomen im Gesicht aus der Schule zurückkehrt. Damit sich Miles gegen die anderen behaupten kann, bringt ihm Les einige nützliche Sachen bei, die Miles’ Mobber von ihm fernhalten.
Auch das Auto von Martha macht inzwischen Probleme und sie muss es aufgrund ihres Mangel an Geldes für Reparaturkosten am Straßenrand stehen lassen.
Während ihrer Arbeit im Diner knüpft Martha engeren Kontakt zu der anderen Kellnerin Lola. Während einer Schicht trifft Martha dabei auf den gutaussehenden Sheriff Joe Hopkins, welcher auch Interesse an Martha zu haben scheint. Als er sie auf ein Date einladen möchte, weist Martha ihn jedoch zurück, da sie immer noch mit Cal auf dem Papier verheiratet ist.
Am Weihnachtsabend, den die Einwohner zusammen im Diner feiern möchten, betritt zu Marthas Verwunderung Cal das Diner und übergibt ihr die Scheidungspapiere. Zudem fordert er seinen Sohn Miles auf, mit ihm zu kommen. Miles, der immer die Erwartung hatte, dass sein Vater wieder zur Familie kommt, geht entschlossen mit ihm. Martha und ihre Tochter Mel sind sehr traurig über diese Entscheidung.
Am nächsten Morgen sieht sie Miles vor der verschlossenen Moteltür sitzen. Er erzählt ihr, dass ihm bewusst wurde, dass sein Vater Cal ihn immer als ein Nichtsnutz gesehen habe und er daher nicht genug Selbstbewusstsein habe, um sich gegen seine Mobber zu wehren. Er erkennt, dass seine Stiefmutter Martha sich wie eine richtige Mutter um ihn sorgt und Martha ist froh darüber, Miles wieder bei sich zu haben.
Dennoch besteht weiterhin ein großes Problem: Über die Weihnachtstage wurden alle Zimmer des Motels bereits an die Arbeiter vergeben, sodass Martha mit ihren Kindern erneut keine Unterkunft hat. Doch durch die Zusammenarbeit der Einwohner können Martha und ihre Kinder in dem Haus von Clarice unterkommen.

## Produktion

### Drehort
Die Dreharbeiten fanden in Mapleton in Utah statt.

### Synchronisation
Die deutschsprachige Synchronisation entstand im Auftrag von DMT Digital Media Technologie GmbH.
| Rolle                | Darsteller     | Synchronsprecher      |
| -------------------- | -------------- | --------------------- |
| Martha Evans         | Kristy Swanson | Kristina von Weltzien |
| Carol Ann Bullington | Star Herrmann  | Katja Brügger         |
| Owen Bullington      | Mike Hagerty   | Jürgen Holdorf        |
| Trudy Willis         | Tess Harper    | Angela Stresemann     |

## Rezeption

### Auszeichnungen und Nominierungen
- Auszeichnung bei den Young Artist Awards 2012 für Kirstin Dorn als Best Performance in a TV Movie, Miniseries or Special - Supporting Young Actress
- Auszeichnung bei den MovieGuide Awards 2012 für Kirstin Dorn als Most Inspirational Television Acting
- Auszeichnung bei den MovieGuide Awards 2012 für Kirstin Dorn als Most Inspiring Performance in Television
- Nominierung bei den MovieGuide Awards für Kristy Swanson als Most Inspirational Television Acting
- Nominierung bei den MovieGuide Awards für als Most Inspiring TV Program

### Kritiken
Der Film erhielt überwiegend positive Kritiken und erzielte bei IMDb eine durchschnittliche Bewertung von 6,5 der möglichen 10 Punkte. Das Lexikon des internationalen Films urteilt: „Familienweihnachtsfilm, der sich zunächst auf die existenziellen Nöte seiner Figuren einlässt, bevor er versöhnliche Weihnachtsstimmung verbreitet.“